# Diwan de la Cour royale
Le Diwan de la Cour royale (Diwan of Royal Court) est l'une des plus hautes instances administratives du sultanat d'Oman. C'est en quelque sorte le cabinet du sultan d'Oman. Il gère ses biens, organise sa vie publique et peut faire office de médiateur entre le souverain et son peuple. 

## Histoire
Le sultan Qabus ibn Saïd accède au pouvoir en 1970. En 1972, un bureau dévolu uniquement aux affaires du sultan est créé sous le nom de « Diwan des affaires royales ». En avril 1974, il est érigé en ministère et, au fil des réformes, prend une importance croissante.
En 1994 le Diwan a été doté de nouveaux locaux, à proximité du palais royal de Mascate.